# أرغينتيرا
أرغينتيرا هيبلدية (كوميون) في مقاطعة كونيو في منطقة بيدمونت الإيطالية، تقع على بعد حوالي 100 كيلومتر (62 ميل) جنوب غرب تورينو وحوالي 60 كيلومتر (37 ميل) غرب كونيو، على الحدود مع فرنسا. تضم سلسلة من القرى الصغيرة المتناثرة في الجزء العلوي من وادي ستورا دي ديمونتي. يقع مقر البلدية في بيرسيزيو الواقعة على الطريق المؤدي إلى مادالينا باس.
تقع أرغينتيرا على حدود البلديات التالية: أكسليو و كانوسيو و لارتشي (فرنسا) و بيترابورزيو و سانت إيتيان دي تيني (فرنسا). تضم أراضيها قمماً جبلية مثل أوسيروت التي ترتفع قرابة 2,860 متر (9,380 قدم) فوق مستوى سطح البحر، وقمة إنسياسترايا التي ترتفع 2,955 متر (9,695 قدم) وقمة روكا دي تري فيسكوفي التي ترتفع قرابة 2,867 متر (9,406 قدم) عن سطح البحر.